# Thomas Brothers Nacelle Pusher
Thomas Brothers Nacelle Pusher (Standard Biplane) – piąty samolot zaprojektowany i zbudowany w zakładach Thomas Brothers Company w 1913.

## Tło historyczne
W 1910 William T. Thomas pracując w stodole w Hammondsport zbudował swój pierwszy samolot znany po prostu jako Biplane. Później w 1910 założona przez niego i jego brata Olivera Thomasa firma Thomas Brothers Company przeniosła się do Bath, gdzie bracia kontynuowali prace nad nowymi konstrukcjami.  Nacelle Pusher był piątym samolotem zaprojektowanym i zbudowanym w ich firmie.

## Opis konstrukcji

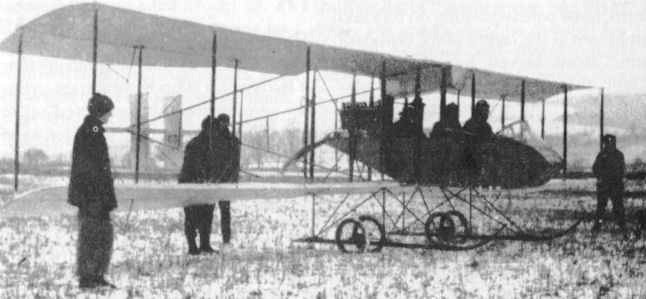
Nacelle Pusher, wersja trzyosobowa

Nacelle Pusher był dwupłatowym, jednosilnikowym samolotem o konstrukcji drewnianej z silnikiem w konfiguracji pchającej.
Samolot został zbudowany w dwóch wersjach - jedno- i trzyosobowej. W wersji jednoosobowej (nazywanej także Standard Biplane) samolot był napędzany 65-konnym silnikiem Kirkham, a kabina pilota znajdowała się w gondoli umieszczonej pomiędzy skrzydłami. W wersji trzyosobowej (pilot i dwóch pasażerów) napęd samolotu stanowił 90-konny silnik Austro-Daimler, a kabina pilota i pasażerów znajdowała się w gondoli przymocowanej do dolnego skrzydła.
W wersji Standard Biplane rozpiętość górnego skrzydła samolotu wynosiła 11,3 m, a dolnego 7,04 m. Długość samolotu wynosiła 7,62 m. Masa własna samolotu wynosiła prawie 400 kg, mógł on unieść do 180 kg dodatkowej masy. Prędkość maksymalna wynosiła do 93 km/h, mógł się unosić w powietrzu do dwóch godzin.

## Historia
Samolot został skonstruowany i oblatany w 1913.